# یواس‌اس ایلینوی (بی‌بی-۷)
یواس‌اس ایلینویز (بی‌بی-۷) (به انگلیسی: USS Illinois (BB-7)) رزم ناو ساخته شده توسط نیروی دریایی ایالات متحده آمریکا بود. این کشتی رهبر کشتی‌های کلاس خود یا همان Illinois_ class بود، و دومین کشتی نیروی دریایی ایالات متحده بود که به نام ایالت ۲۱ آمریکا نام گذاری شد. تیر اصلی کشتی در سال ۱۸۹۷ در [[[:en:Newport News Shipbuilding|Newport News Shipbuilding & Dry Dock Company]]] جای‌گذاری شد، و در اکتبر سال ۱۸۹۸ به آب انداخته شد. مأموریت کشتی در سپتامبر ۱۹۰۱ آغاز شد. کشتی به وسیله توپخانه اصلی شامل چهار توپ ۱۳ اینچ (۳۳۰ میلیمتر) مصلح شده بود و حداکثر سرعت آن به ۱۶ نات (۳۰ کیلومتر در ساعت) می‌رسید.
ایلینویز از سال ۱۹۰۲ تا ۱۹۰۳ به خدمت در اسکادران اروپایی (European Squadron) پرداخت، و همچنین همراه ناوگان آتلانتیک شمالی تا سال ۱۹۰۷. که در همین زمان به ناوگان آتلانتیک تغییر نام داده شد. در همین زمان ایلینویز با دو کشتی جنگی دیگر تصادف کرد. از دسامبر ۱۹۰۷ تا فوریه ۱۹۰۹ , کره زمین را به همراه ناوگان بزرگ سفید (Great White Fleet) دور زد. از نوامبر سال ۱۹۱۲, از کشتی به عنوان یک کشتی تمرینی استفاده می‌شد. کشتی در سال ۱۹۱۹ به ایالت نیو یورک قرض داده شد تا به عنوان کشتی تمرینی در نیروی غیرنظامی دریایی نیویورک (New York Naval Militia) مورد استفاده قرار گیرد. در ژانویه سال ۱۹۴۱ کشتی به عنوان IX-15 طبقه‌بندی شد و نام آن نیز به Prairie state تغییر یافت؛ و نام آن برای کشتی (USS Illinois (BB-65 که کشتی از کلاس جدی ناوهای آیووا بود نگهداری شد. Prairie state در نهایت در سال ۱۹۵۶ به صورت قراضه فروخته شد.

## شرح
ایلینویز به‌طور کلی ۳۷۴ فوت (۱۱۴ متر) طول داشت، عرض آن ۷۲ فوت و ۳ اینچ (۲۲٫۰۲ متر) و آبخور آن ۲۳ فوت و ۶ اینچ (۷٫۱۶ متر) بود. وزن کشتی بین ۱۱۶۵۶ تا ۱۲۴۵۰ تن بود. نیروی محرکه کشتی به وسیله دو سری موتور بخار سه‌گانه که جمعاً ۱۶۰۰۰ اسب بخار (۱۲۰۰۰ kw) تولید می‌کرد تأمین می‌شد، و سرعت کشی به ۱۶ نات (۳۰ کیلومتر) می‌رسید. در زمان ساخت ایلینویز دارای دکل‌های سنگین نظامی بود که در سال ۱۹۰۹ دکل‌های قفسی جایگزین آنها شد. خدمه کشتی شامل ۵۳۶ افسر و … بود که می‌توانست به ۶۹۰ یا ۷۱۳ نفر هم برسد.
ایلینویز به وسیله توپخانه اصلی که متشکل از چهار توپ ۱۳ اینچ(۳۳۰ میلیمتری) کالیبر ۳۵ که در دو جایگاه دوگانه در خط وسط کشتی ، یکی در جلو و دیگری در عقب مصلح شده بود.  توپخانه جانبی کشتی شامل ۱۴ توپ ۶ اینچ (۱۵۲  میلیمتری) کالیبر ۴۰ بود , که در جایگاه توپ بدنه کشتی جای‌گذاری شده بود, که برای دفاع نزدیک در برابر کشتی های اژدر افکن بود. 
زره بدنه کشتی 16.5 اینج (۴۱۹ میلیمتر)  